# ناحية المسيفرة
ناحية المسيفرة إحدى نواحي سوريا تتبع إداريّاً لمحافظة درعا منطقة درعا ومركزها بلدة المسيفرة، بلغ تعداد سكان الناحية 32,473 نسمة حسب التعداد السكاني لعام 2004.

## بلدات وقرى ناحية المسيفرة
الكرك الشرقي، المسيفرة، السهوة، أم ولد.